# Bartholomew Ulufa'alu

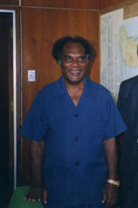
Bartholomew Ulufa'alu (1999)

Bartholomew Ulufa'alu (* 25. Dezember 1950; † 25. Mai 2007 in Honiara, Salomonen) war vom 27. August 1997 bis zum 30. Juni 2000 Premierminister der Salomonen.

## Politische Karriere
Er war eines der Gründungsmitglieder der Solomon Islands General Workers Union und war 1978, als die Salomonen unabhängig wurden, deren Vorsitzender. Ebenfalls gründete er bereits 1975 die National Democratic Party (NADEPA), die bei den Wahlen 1976 äußerst erfolgreich war und acht Sitze im Parlament erreichte. Bei der darauffolgenden Wahl 1980 sackte die NADEPA jedoch stark ab und erreichte nur noch zwei Sitze. Obwohl sie den Gang in die Opposition antreten musste, wurde Ulufa'alu, weil er die Regierungspolitik unterstützt hatte, zum Finanzminister ernannt. Nachdem er 1984 das Amt verlassen hatte, ging er in die freie Wirtschaft und wurde Vorsitzender verschiedener Organisationen. Im Jahr 1988 gründete er die Solomon Islands Liberal Party und wurde wieder ins Parlament gewählt. Bereits 1990 verließ er es allerdings wieder, als Premierminister Mamaloni ihm einen gutbezahlten Job im Büro des Premiers anbot.
Ein drittes Mal konnte er 1997 als Mitglied der Aoke/Langa Langa ins Parlament einziehen, als er auch zum Premierminister der Salomonen ernannt wurde. Seinen Sitz im Parlament sollte er bis zu seinem Tod im Jahr 2007 nicht verlieren, obwohl er nur bis zum 30. Juni 2000 Premierminister blieb.

## Entführung
Anfang Juni 2000 wurde er von Mitgliedern der Malaita Eagle Force entführt. Obwohl Ulufa'alu selber Malaite war, argumentierten die Entführer, dass er sich nicht genügend für ihre Interessen einsetze. Letztendlich gab Ulufa'alu im Austausch gegen seine Freilassung sein Amt als Premierminister auf.

## Krankheit
Ulufa'alu litt an Diabetes, weshalb ihm bereits 2004 ein Bein amputiert werden musste und er auch teilweise blind war. Trotz seiner Krankheit wurde er jedoch nochmals zum Finanzminister der Salomonen ernannt.
Im Juni 2006 wurde er wieder schwerkrank und konnte deshalb auch wochenlang seine Amtsgeschäfte nicht ausüben. Im Herbst 2006 erholte er sich jedoch und nahm auch seine Arbeit wieder auf. Trotzdem brach die Krankheit wieder aus und er starb am 25. Mai 2007 in Honiara.